# Clamensane
Clamensane est une commune française, située dans le département des Alpes-de-Haute-Provence en région Provence-Alpes-Côte d'Azur.
Ses habitants sont appelés les Clamensanais,.

## Géographie

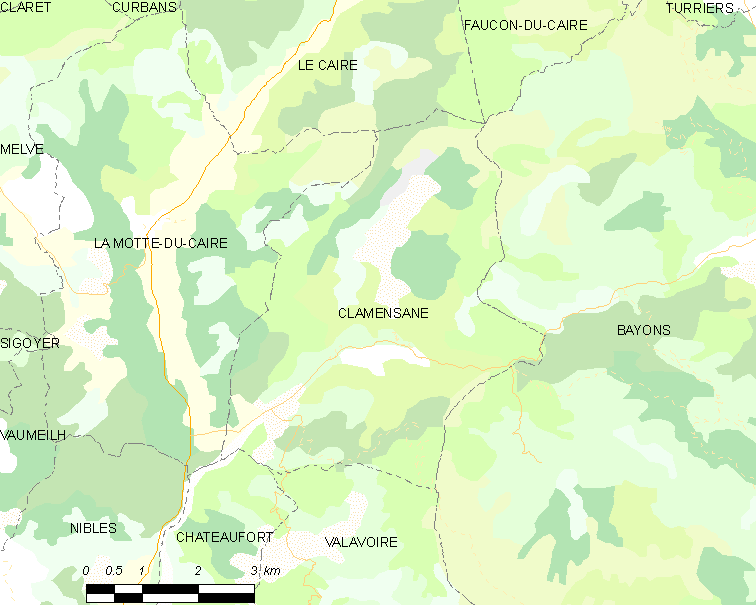
Clamensane et les communes voisines (Cliquez sur la carte pour accéder à une grande carte avec la légende).

Les communes limitrophes de Clamensane sont Le Caire, Faucon-du-Caire, Bayons, Valavoire, Châteaufort et La Motte-du-Caire.

### Géologie

Massif des Alpes et localisation des Préalpes de Digne.

Le territoire se situe dans les Préalpes de Digne, sur des formations calcaires provençales du Jurassique supérieur et du Crétacé inférieur (roches sédimentaires issues d'un ancien océan alpin), au niveau du lobe de Valavoire, à l'ouest de la nappe de Digne : il s'agit d'une nappe de charriage, c'est-à-dire d'une dalle épaisse de près de 5 000 m qui s'est déplacée vers le sud-ouest durant l'Oligocène et la fin de la formation des Alpes. Les lobes (ou écaille) correspondent à la bordure découpée à l'ouest de la nappe.
Lors de la glaciation de Riss, une diffluence du glacier de la Durance envahit la vallée du Sasse, approximativement jusqu’à l’emplacement du village actuel. Lors de la glaciation de Würm, son extension est bien moins importante, et aucune partie de la commune n’est recouverte par un glacier.

### Relief
Le village est situé à 700 m d’altitude, le sommet de Bramefan à 1 658 m.

### Hydrographie

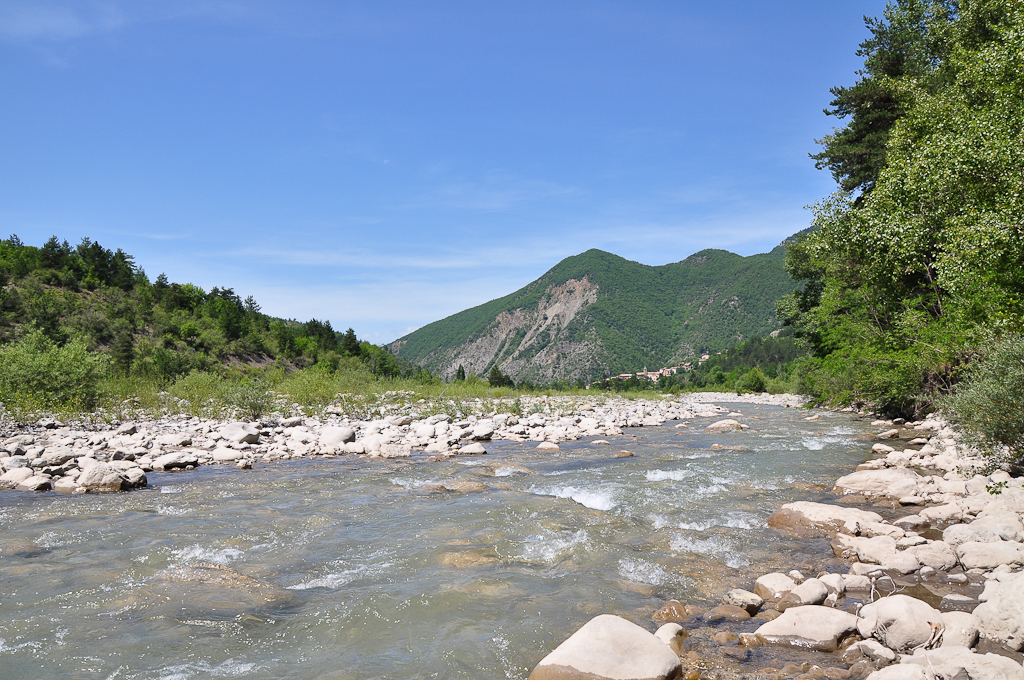
Le Sasse à Clamensane.

Le village est situé à proximité du confluent du Sasse et du Vermeil. La Clastre et les Sagnières forment des gorges.

### Environnement
La commune compte 1 054 ha de bois et forêts, soit 44 % de sa superficie.

### Transports

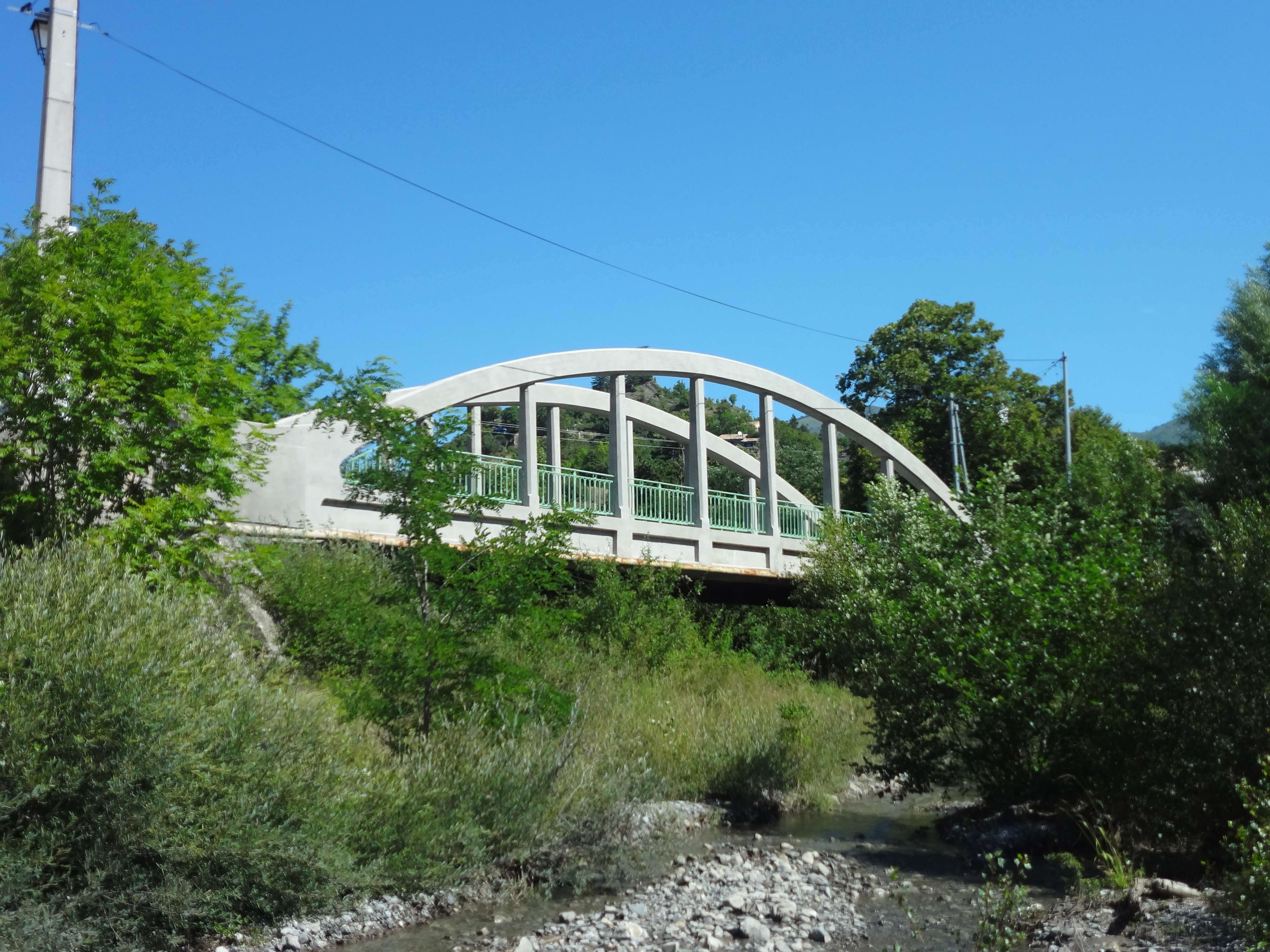
Pont sur le Vermeil.

### Risques naturels et technologiques

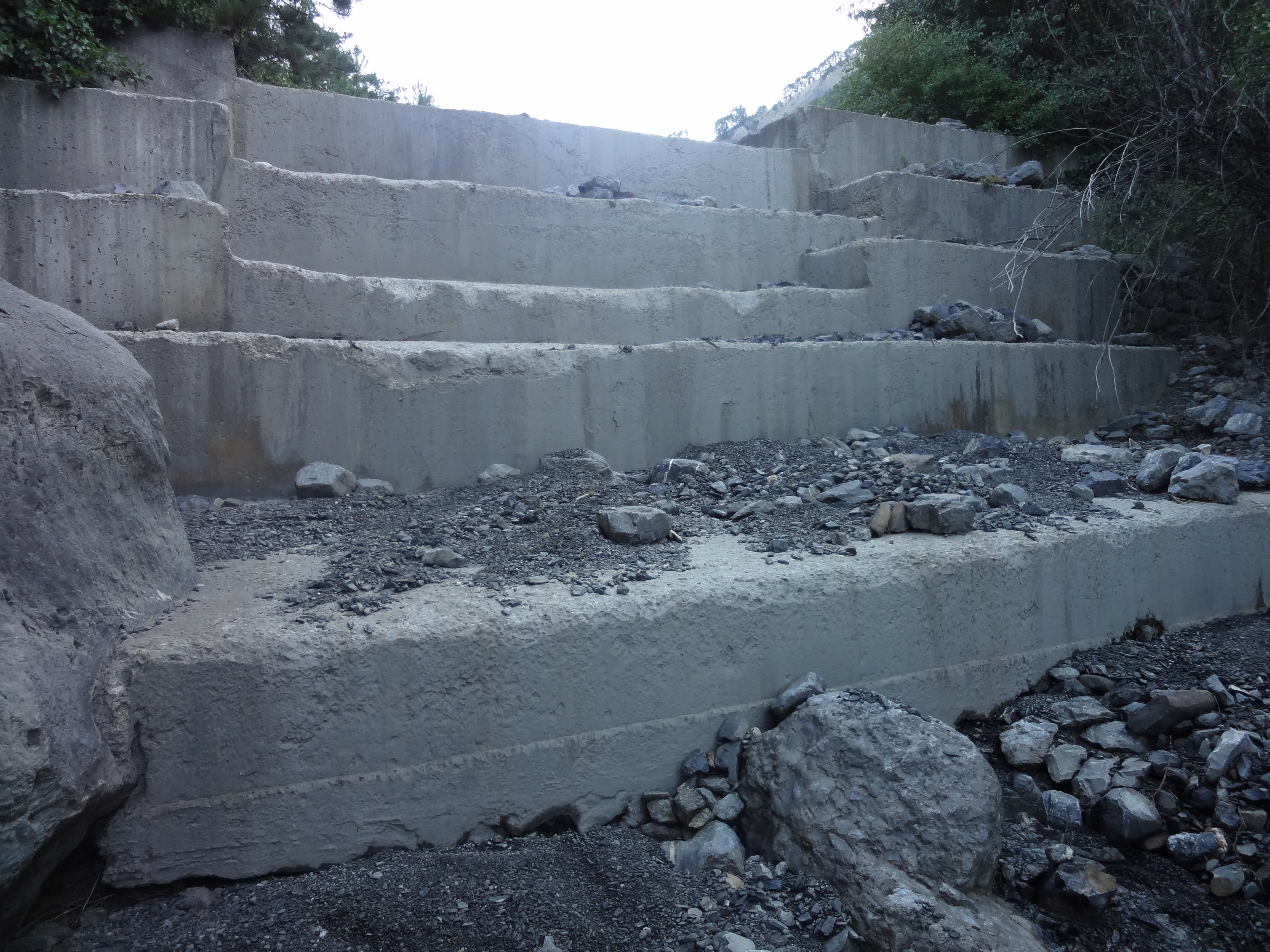
Pour limiter les dégâts des crues des torrents, leur lit est aménagé de seuils qui brisent leur force.

Aucune des 200 communes du département n'est en zone de risque sismique nul. L'ancien canton de La Motte-du-Caire auquel appartenait Clamensane est en zone 1a (risque très faible mais non négligeable) selon la classification déterministe de 1991, basée sur les séismes historiques, et en zone 4 (risque moyen) selon la classification probabiliste EC8 de 2011. Les tremblements de terre ressentis de la manière la plus sensible dans la commune sont ceux du 31 octobre 1997, avec une intensité macro-sismique de seulement III sur l’échelle MSK (l’épicentre étant situé à Prads-Haute-Bléone), et celui du 25 février 2001, avec une intensité de II (épicentre au large de Nice). La commune de Clamensane est également exposée à trois autres risques naturels :
- feu de forêt,
- inondation (dans la vallée de la Sasse et de ses affluents),
- mouvement de terrain.

La commune de Clamensane n’est exposée à aucun des risques d’origine technologique recensés par la préfecture. Aucun plan de prévention des risques naturels prévisibles (PPR) n’existe pour la commune et le Dicrim n’existe pas non plus.

### Climat
Pour des articles plus généraux, voir Climat de Provence-Alpes-Côte d'Azur et Climat des Alpes-de-Haute-Provence.
En 2010, le climat de la commune est de type climat méditerranéen altéré, selon une étude du Centre national de la recherche scientifique s'appuyant sur une série de données couvrant la période 1971-2000. En 2020, Météo-France publie une typologie des climats de la France métropolitaine dans laquelle la commune est exposée à un climat de montagne ou de marges de montagne et est dans la région climatique Alpes du sud, caractérisée par une pluviométrie annuelle de 850 à 1 000 mm, minimale en été.
Pour la période 1971-2000, la température annuelle moyenne est de 10,3 °C, avec une amplitude thermique annuelle de 17,3 °C. Le cumul annuel moyen de précipitations est de 965 mm, avec 7 jours de précipitations en janvier et 5 jours en juillet. Pour la période 1991-2020, la température moyenne annuelle observée sur la station météorologique de Météo-France la plus proche, « Turriers », sur la commune de Turriers à 12 km à vol d'oiseau, est de 10,6 °C et le cumul annuel moyen de précipitations est de 795,7 mm. 
La température maximale relevée sur cette station est de 40 °C, atteinte le 23 août 2023 ; la température minimale est de −17 °C, atteinte le 1er février 2010,,.
Les paramètres climatiques de la commune ont été estimés pour le milieu du siècle (2041-2070) selon différents scénarios d'émission de gaz à effet de serre à partir des nouvelles projections climatiques de référence DRIAS-2020. Ils sont consultables sur un site dédié publié par Météo-France en novembre 2022.

### Toponymie
La localité apparaît pour la première fois dans les textes en 1200 selon Charles Rostaing (qui cite la forme de Clamanzana), en 1203 selon Ernest Nègre (Clemenciana). Les toponymistes sont unanimes : il s’agit d’une personne qui a donné son nom à un lieu, un Clementius selon Rostaing et le couple Fénié, un Clementianus selon Nègre,,.

## Urbanisme

### Typologie
Au 1er janvier 2024, Clamensane est catégorisée commune rurale à habitat très dispersé, selon la nouvelle grille communale de densité à 7 niveaux définie par l'Insee en 2022.
Elle est située hors unité urbaine et hors attraction des villes,.

### Occupation des sols
L'occupation des sols de la commune, telle qu'elle ressort de la base de données européenne d’occupation biophysique des sols Corine Land Cover (CLC), est marquée par l'importance des forêts et milieux semi-naturels (89 % en 2018), une proportion sensiblement équivalente à celle de 1990 (88,8 %). La répartition détaillée en 2018 est la suivante : 
forêts (46,5 %), milieux à végétation arbustive et/ou herbacée (34,6 %), espaces ouverts, sans ou avec peu de végétation (8 %), zones agricoles hétérogènes (7,9 %), prairies (2,1 %), terres arables (1 %).
L'évolution de l’occupation des sols de la commune et de ses infrastructures peut être observée sur les différentes représentations cartographiques du territoire : la carte de Cassini (XVIIIe siècle), la carte d'état-major (1820-1866) et les cartes ou photos aériennes de l'IGN pour la période actuelle (1950 à aujourd'hui).

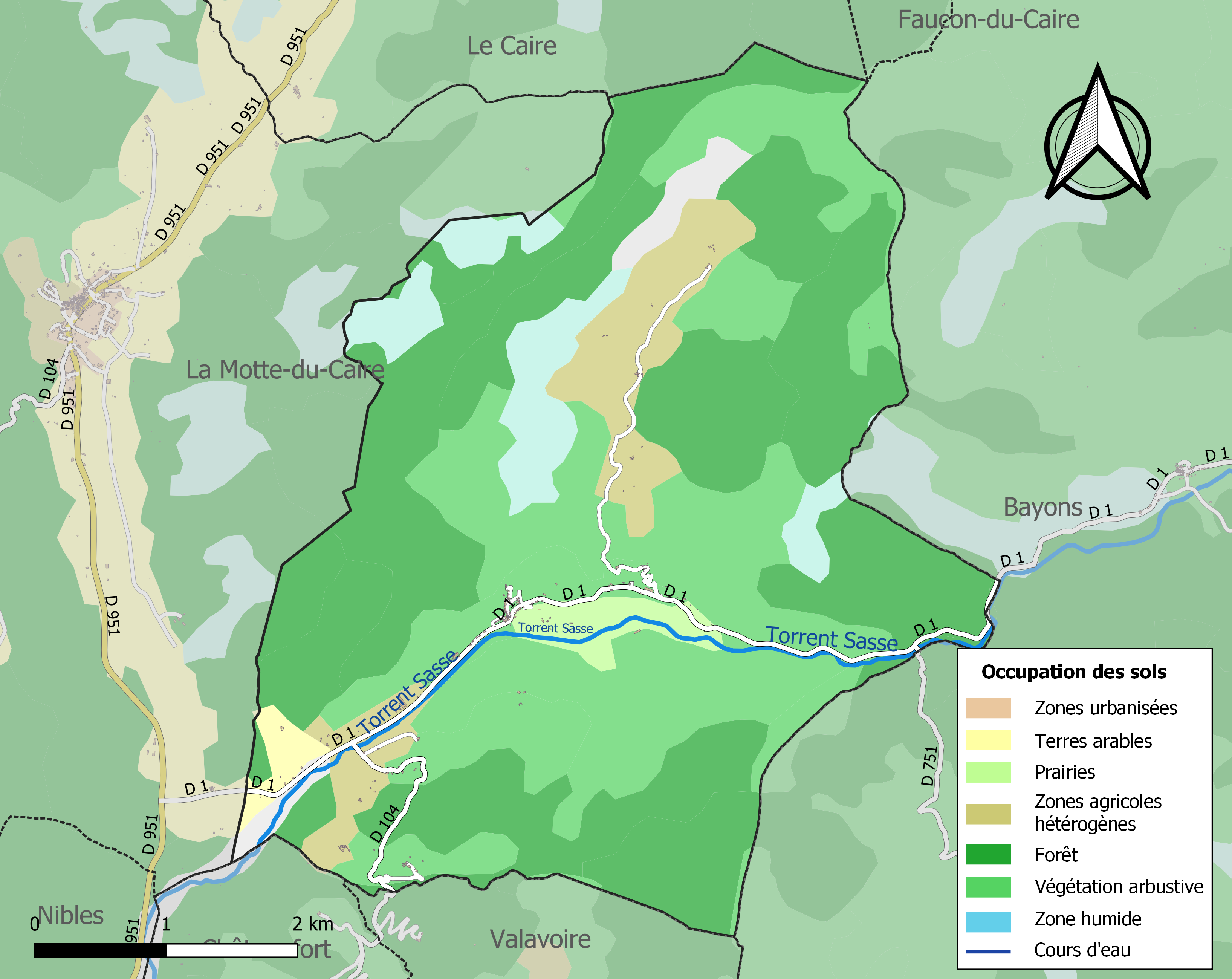
Carte de l'occupation des sols de la commune en 2018 (CLC).

## Histoire
Dans l’Antiquité, le territoire de Clamensane fait partie de celui des Sogiontiques (Sogiontii), dont le territoire s’étend du sud des Baronnies à la Durance, et recouvre une partie du massif des Monges. Les Sogiontiques sont fédérés aux Voconces, et après la conquête romaine, ils sont rattachés avec eux à la province romaine de Narbonnaise. Au IIe siècle, ils sont détachés des Voconces et forment une civitas distincte, avec pour capitale Segustero (Sisteron).

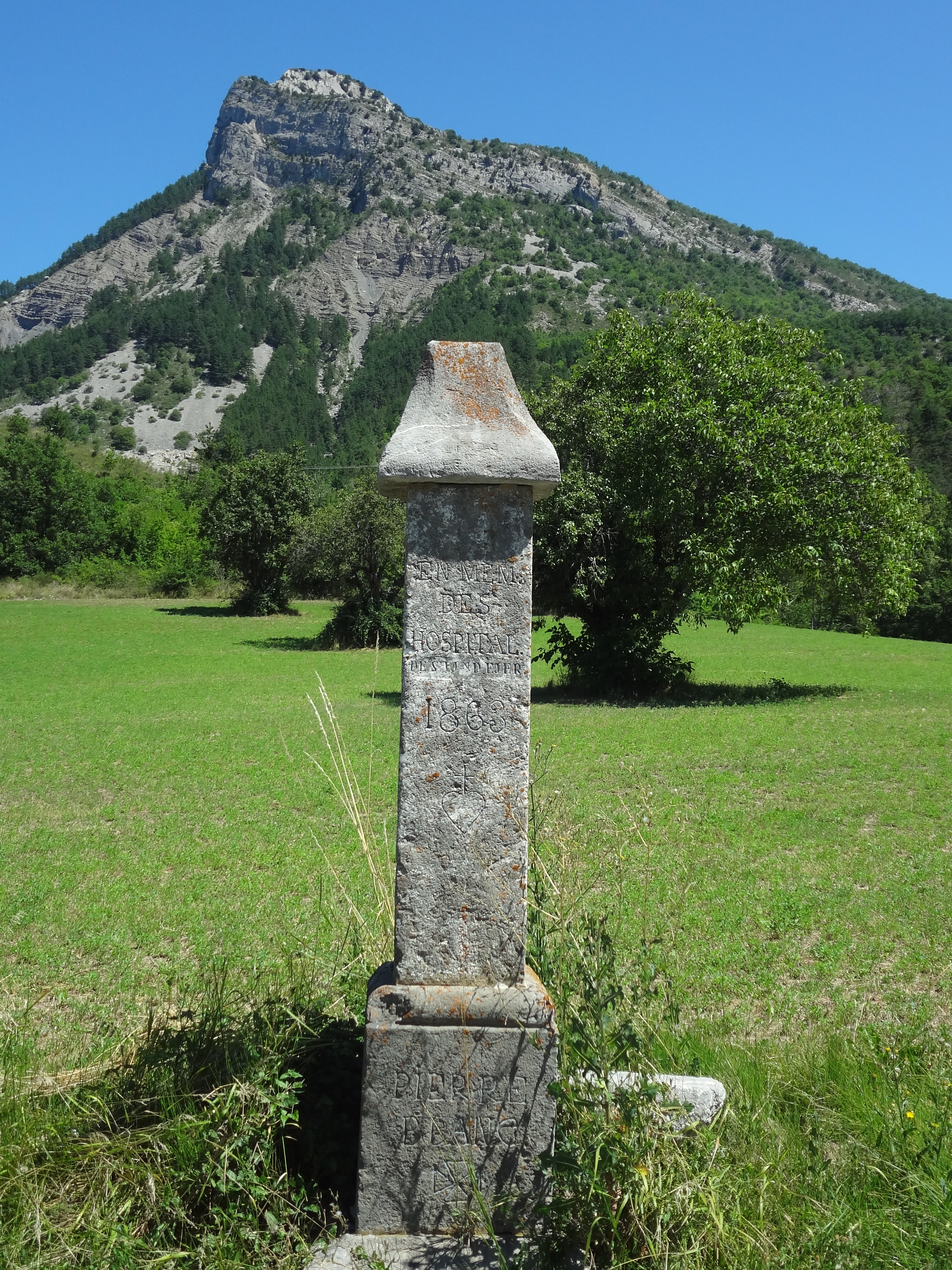
Oratoire commémorant la présence des Hospitaliers à Clamensane, construit selon un modèle courant dans la vallée de la Sasse. En arrière-plan, la montagne Saint-Amand.

Selon Olivier Merlin, les Templiers vinrent s'installer à la Clastre. Jean-Jacques Durbec et Raymond Collier ne signalent pourtant aucune implantation templière sur la commune. Il peut s’agir d’une confusion fréquente avec les Hospitaliers. Ceux-ci s’installent à Claret en 1149, et fondent ensuite un membre à Clamensane, après 1149 et avant 1237. La localité est cependant signalée dans les chartes antérieurement, en 1183, avec la mention du prieuré dépendant de l’abbaye de l'Ile-Barbe et de l’ordre de Saint-Jean de Jérusalem. La communauté relevait de la viguerie de Sisteron.
Au XVIe siècle, le village abandonne progressivement son site perché, où il voisinait avec le château.

### Révolution française
Au début de la Révolution française, la nouvelle de la prise de la Bastille est accueillie favorablement, mais provoque un phénomène de peur collective d’une réaction aristocratique. Localement, la Grande Peur, venant de Tallard et appartenant au courant de la « peur du Mâconnais », atteint la région de La Motte le soir du 31 juillet 1789. Les consuls de la communauté villageoise sont prévenus qu’une troupe de 5 à 6 000 brigands se dirige vers la Haute-Provence après avoir pillé le Dauphiné. Les communautés de La Motte, Clamensane, Saint-Geniez, Authon, Curbans, Bayons et Claret constituent ensemble une troupe de 700 hommes armés. Elles mettent le marquis d’Hugues de Beaujeu à sa tête, qui décide de se porter au-devant du danger en allant surveiller les bacs sur la Durance.
Dès le 2 août, l’affolement retombe, les faits-divers à l’origine des rumeurs étant éclaircis. Mais un changement important a eu lieu : les communautés se sont armées, organisées pour se défendre et défendre leurs voisins. Un sentiment de solidarité est né à l’intérieur des communautés et entre communautés voisines, et les consuls décident de maintenir les gardes nationales. Aussitôt la peur retombée, les autorités recommandent toutefois de désarmer les ouvriers et les paysans sans terre, pour ne conserver que les propriétaires dans les gardes nationales.
Les habitants de la commune créent leur société patriotique après la fin de 1792.

### Époque contemporaine
Le coup d'État du 2 décembre 1851 commis par Louis-Napoléon Bonaparte contre la Deuxième République provoque un soulèvement armé dans les Basses-Alpes, en défense de la Constitution. Après l’échec de l’insurrection, une sévère répression poursuit ceux qui se sont levés pour défendre la République : Clamensane, avec deux habitants traduits devant la commission mixte, est relativement peu touchée.
Comme de nombreuses communes du département, Clamensane se dote d’écoles bien avant les lois Jules Ferry : en 1863, elle compte déjà une école dispensant une instruction primaire aux garçons et une école de filles, bien que la loi Falloux (1851) n’impose l’ouverture d’une école de filles qu’aux communes de plus de 800 habitants. La deuxième loi Duruy (1877) permet à la commune, grâce aux subventions de l’État, de construire une école neuve au village.
Jusqu’au milieu du XXe siècle, la vigne était cultivée dans la commune, uniquement pour l’autoconsommation. Cette culture, qui s'était maintenue dans l'entre-deux-guerres mondiales malgré la crise phylloxérique, a depuis été abandonnée.

## Politique et administration

### Administration municipale
De par sa taille, la commune dispose d'un conseil municipal de onze membres (article L2121-2 du Code général des collectivités territoriales). Lors du scrutin de 2008, il y eut deux tours (huit élus au premier tour et trois au second) et Elsa Raymond a été élue conseillère municipale au premier tour avec le huitième total de 78 voix, soit 49,68 % des suffrages exprimés. La participation a été de 91,81 %. Elle a ensuite été élue maire par le conseil municipal.
Lors du conseil municipal de 19 juin 2010, Elsa Raymond annonce sa démission de même que Claudine Cipollini, conseillère municipale. Franck Chapot, premier adjoint, est élu maire par le nouveau conseil municipal.

### Liste des maires

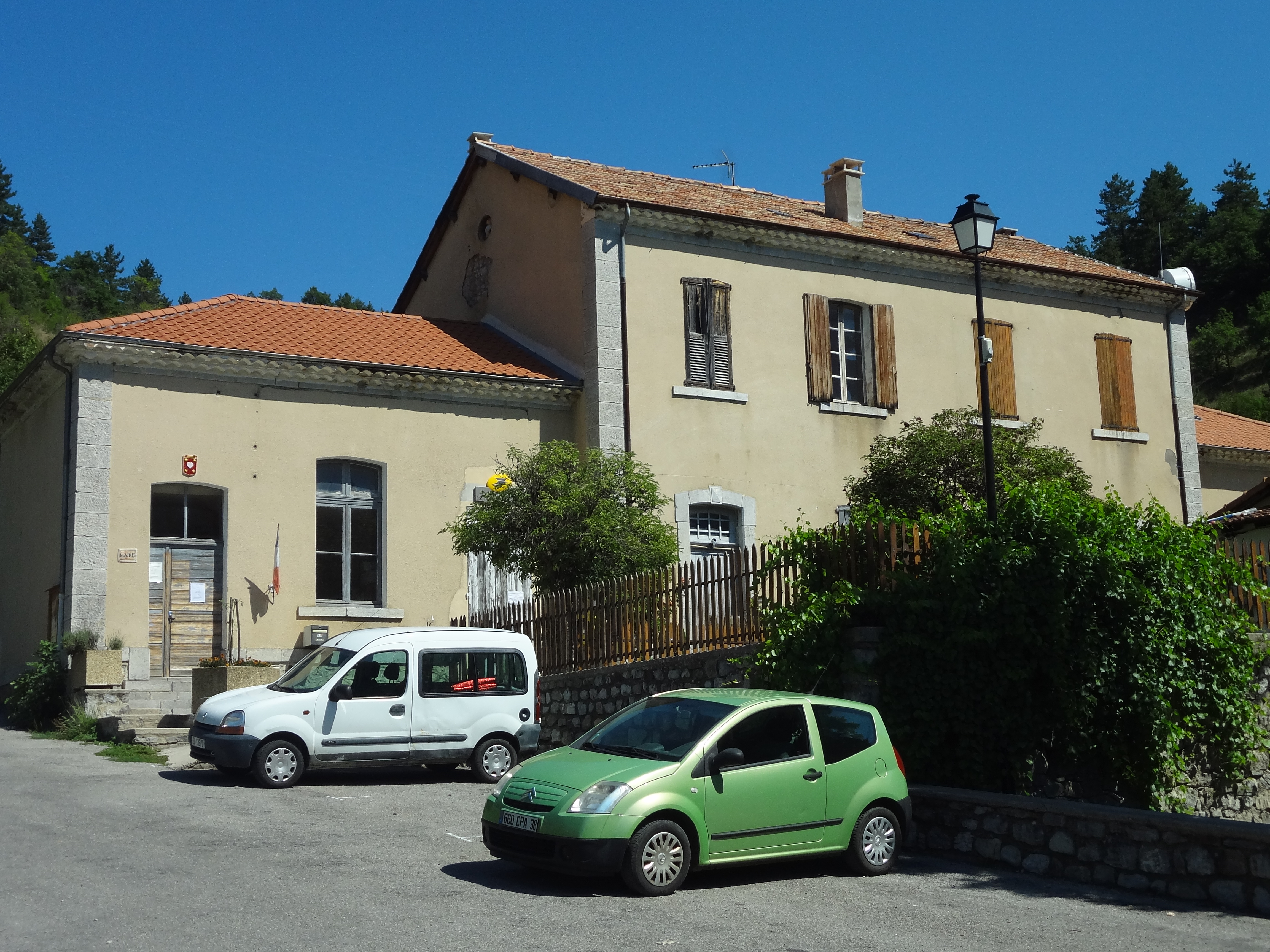
Bâtiment commun à la mairie et à l’école de Clamensane.

L'élection du maire est la grande innovation de la Révolution de 1789. De 1790 à 1795, les maires sont élus au suffrage censitaire pour deux ans. De 1795 à 1800, il n’y a pas de maires, la commune se contente de désigner un agent municipal qui est délégué à la municipalité de canton.
En 1799-1800, le Consulat revient sur l'élection des maires, qui sont désormais nommés par le pouvoir central. Ce système est conservé par les régimes suivants, à l'exception de la Deuxième République (1848-1851). Après avoir conservé le système autoritaire, la Troisième République libéralise par la loi du 5 avril 1884 l'administration des communes : le conseil municipal, élu au suffrage universel, élit le maire en son sein.
| Période                                  | Période       | Identité                 | Étiquette | Qualité                                                                |
| ---------------------------------------- | ------------- | ------------------------ | --------- | ---------------------------------------------------------------------- |
| mai 1945                                 |               | Arthur Brémond           |           |                                                                        |
| mars 1977                                | mars 2008     | Jean-François Giacomino, |           |                                                                        |
| mars 2008                                | 2010          | Elsa Raymond             |           |                                                                        |
| 2010                                     | avril 2014    | Franck Chapot            |           | Cuisinier                                                              |
| avril 2014                               | juin 2020     | René Ferrenq             |           | Industriel, chef entreprise                                            |
| Juin 2020                                | Décembre 2020 | Émilie Vautrin           |           | Profession intermédiaire administrative et commerciale des entreprises |
| Février 2021                             | En cours      | Charlotte Plazanet       |           | Commerçants et assimilés                                               |
| Les données manquantes sont à compléter. |               |                          |           |                                                                        |

### Intercommunalité
Clamensane fait partie :
- de 2008 à 2017, de la communauté de communes de La Motte-du-Caire - Turriers ;
- à partir du 1er janvier 2017, de la communauté de communes Sisteronais-Buëch.

### Instances administratives et judiciaires
Clamensane est une des 34 communes du canton de Seyne depuis 2015, qui totalise 8 377 habitants en 2012. La commune fait partie de l’arrondissement de Sisteron du 17 février 1800 au 10 septembre 1926, date de son rattachement à l'arrondissement de Forcalquier, et de la deuxième circonscription des Alpes-de-Haute-Provence. Clamensane a fait partie du canton de La Motte-du-Caire de 1801 à 2015 (Lamotte de 1793 à 1801). La commune fait partie des juridictions d’instance de Forcalquier, de la prud'homale de Manosque, et de grande instance de Digne-les-Bains.

### Fiscalité locale
| Taxe                                        | Part communale | Part intercommunale | Part départementale |
| ------------------------------------------- | -------------- | ------------------- | ------------------- |
| Taxe d'habitation                           | 8,11 %         | 1,84 %              | 5,53 %              |
| Taxe foncière sur les propriétés bâties     | 5,92 %         | 3,35 %              | 18,96 %             |
| Taxe foncière sur les propriétés non bâties | 59,73 %        | 6,75 %              |                     |
| Cotisation foncière des entreprises         | 20,76 %        | 3,55 %              |                     |

Les taux ont été reconduits pour 2013 par la délibération 2013_2_16 du Conseil Municipal en date du 29 mars 2013.
La taxe professionnelle a été remplacée en 2010 par la cotisation foncière des entreprises (CFE) portant sur la valeur locative des biens immobiliers et par la contribution sur la valeur ajoutée des entreprises (CVAE) (les deux formant la contribution économique territoriale (CET) qui est un impôt local instauré par la loi de finances pour 2010).

## Population et société

### Démographie
L'évolution du nombre d'habitants est connue à travers les recensements de la population effectués dans la commune depuis 1765. Pour les communes de moins de 10 000 habitants, une enquête de recensement portant sur toute la population est réalisée tous les cinq ans, les populations de référence des années intermédiaires étant quant à elles estimées par interpolation ou extrapolation. Pour la commune, le premier recensement exhaustif entrant dans le cadre du nouveau dispositif a été réalisé en 2005.
En 2022, la commune comptait 180 habitants, en évolution de +3,45 % par rapport à 2016 (Alpes-de-Haute-Provence : +2,84 %, France hors Mayotte : +2,11 %).
| 1765 | 1793 | 1800 | 1806 | 1821 | 1831 | 1836 | 1841 | 1846 |
| ---- | ---- | ---- | ---- | ---- | ---- | ---- | ---- | ---- |
| 428  | 424  | 466  | 260  | 486  | 375  | 442  | 429  | 426  |

| 1851 | 1856 | 1861 | 1866 | 1872 | 1876 | 1881 | 1886 | 1891 |
| ---- | ---- | ---- | ---- | ---- | ---- | ---- | ---- | ---- |
| 404  | 382  | 369  | 369  | 347  | 340  | 353  | 304  | 287  |

| 1896 | 1901 | 1906 | 1911 | 1921 | 1926 | 1931 | 1936 | 1946 |
| ---- | ---- | ---- | ---- | ---- | ---- | ---- | ---- | ---- |
| 255  | 276  | 249  | 256  | 220  | 175  | 174  | 161  | 153  |

| 1954 | 1962 | 1968 | 1975 | 1982 | 1990 | 1999 | 2005 | 2006 |
| ---- | ---- | ---- | ---- | ---- | ---- | ---- | ---- | ---- |
| 133  | 128  | 125  | 106  | 110  | 115  | 131  | 151  | 154  |

| 2010 | 2015 | 2020 | 2022 | - | - | - | - | - |
| ---- | ---- | ---- | ---- | - | - | - | - | - |
| 172  | 176  | 178  | 180  | - | - | - | - | - |

| 1315     | 1471    |
| -------- | ------- |
| 105 feux | 31 feux |

L'histoire démographique de Clamensane, après la saignée des XIVe et XVe siècles et le long mouvement de croissance jusqu'au début du XIXe siècle, est marquée par une période d'« étale » où la population reste relativement stable à un niveau élevé. Cette période dure des années 1810 à 1851. L'exode rural provoque ensuite un mouvement de baisse de la population de longue durée. En 1921, la commune enregistre la perte de plus de la moitié de sa population par rapport au maximum historique de 1821. Le mouvement de baisse ne s'interrompt définitivement que dans les années 1970. Depuis, la population est repartie à la hausse.

### Enseignement
La commune dispose d'une école primaire publique,. Ensuite les élèves sont affectés au collège Marcel-Massot à La Motte-du-Caire. Puis ils poursuivent au lycée de la cité scolaire Paul-Arène à Sisteron,.

### Santé
Ce petit village ne possède aucun professionnel de santé. Le médecin le plus proche et la pharmacie du secteur se situent à La Motte-du-Caire à 4 km. L'hôpital le plus proche est le centre hospitalier de Sisteron éloigné de 17 km.

### Cultes
Le culte catholique se pratique en l'église Notre-Dame de Clamensane, où la messe dominicale est célébrée le 4e dimanche du mois.
Les musulmans doivent se rendre soit à la mosquée En-Nasr de Manosque, soit à la mosquée Younés à Digne-les-Bains.

## Économie

### Aperçu général
En 2009, la population active s’élevait à 73 personnes, dont 11 chômeurs (12 fin 2011). Ces travailleurs sont majoritairement salariés (70 %) et travaillent majoritairement hors de la commune (70 %).

### Agriculture
Fin 2010, le secteur primaire (agriculture, sylviculture, pêche) comptait sept établissements agricoles actifs au sens de l’Insee (exploitants non professionnels inclus) et aucun emploi salarié.
Le nombre d’exploitations professionnelles, selon l’enquête Agreste du ministère de l’Agriculture, est de cinq en 2010, chiffre stable sur la décennie 2000 (il y avait 16 exploitations en 1988). Actuellement, ces exploitants sont essentiellement tournés vers l’élevage ovin et l’arboriculture. De 1988 à 2000, la surface agricole utile (SAU) a fortement baissé, de 483 ha à 300 ha. La SAU est ensuite resté stable lors de la dernière décennie à 298 ha.
Les agriculteurs de la commune de Clamensane ont droit à deux labels appellation d'origine contrôlée (AOC) (huile essentielle de lavande de Haute-Provence et banon) et à neuf labels indication géographique protégée (IGP) (pommes des Alpes de Haute-Durance, miel de Provence, agneau de Sisteron, alpes-de-haute-provence (IGP) blanc, rouge et rosé et VDP de Méditerranée blanc, rouge et rosé).

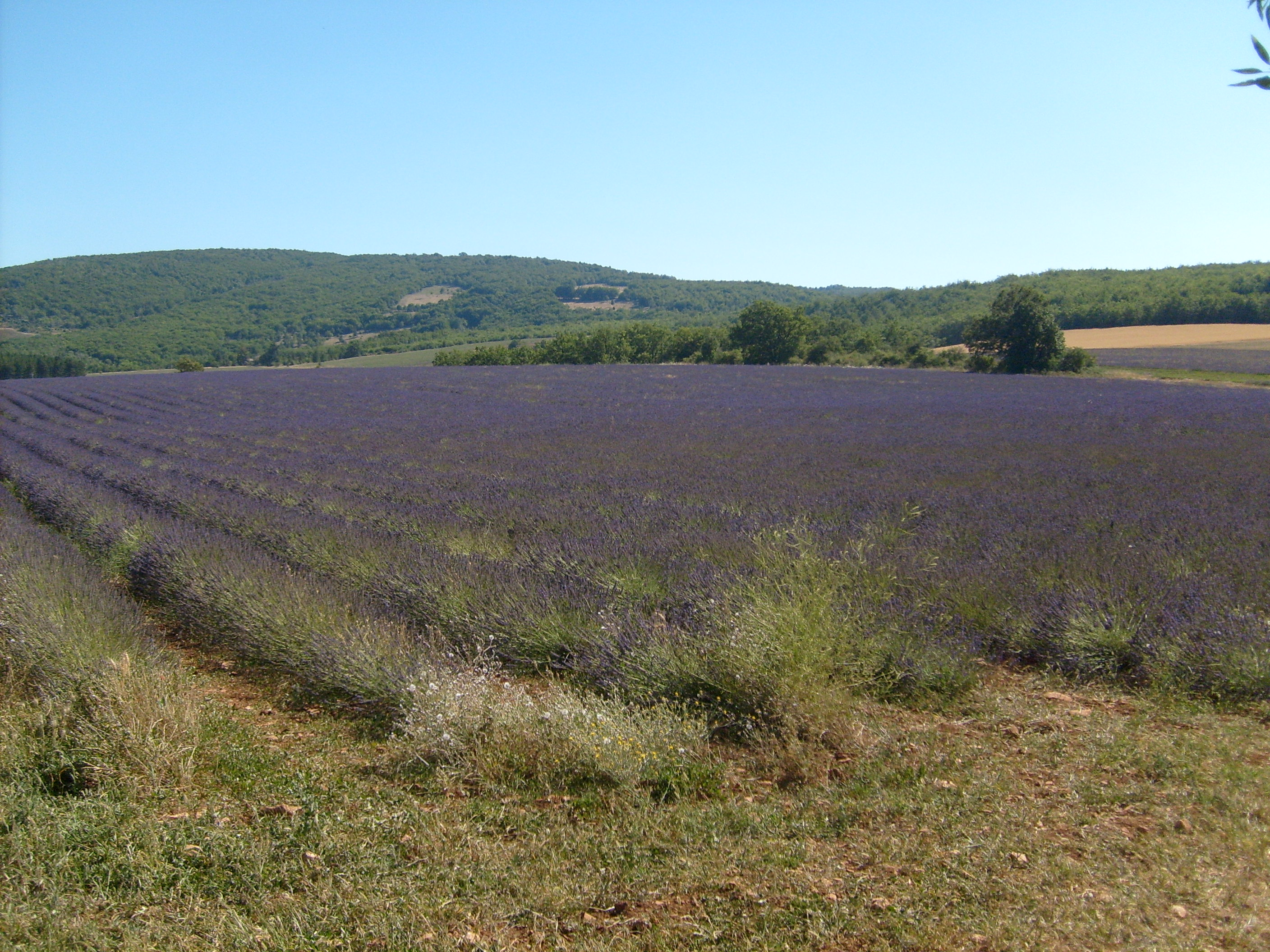
Champ de lavande sur le plateau d'Albion.
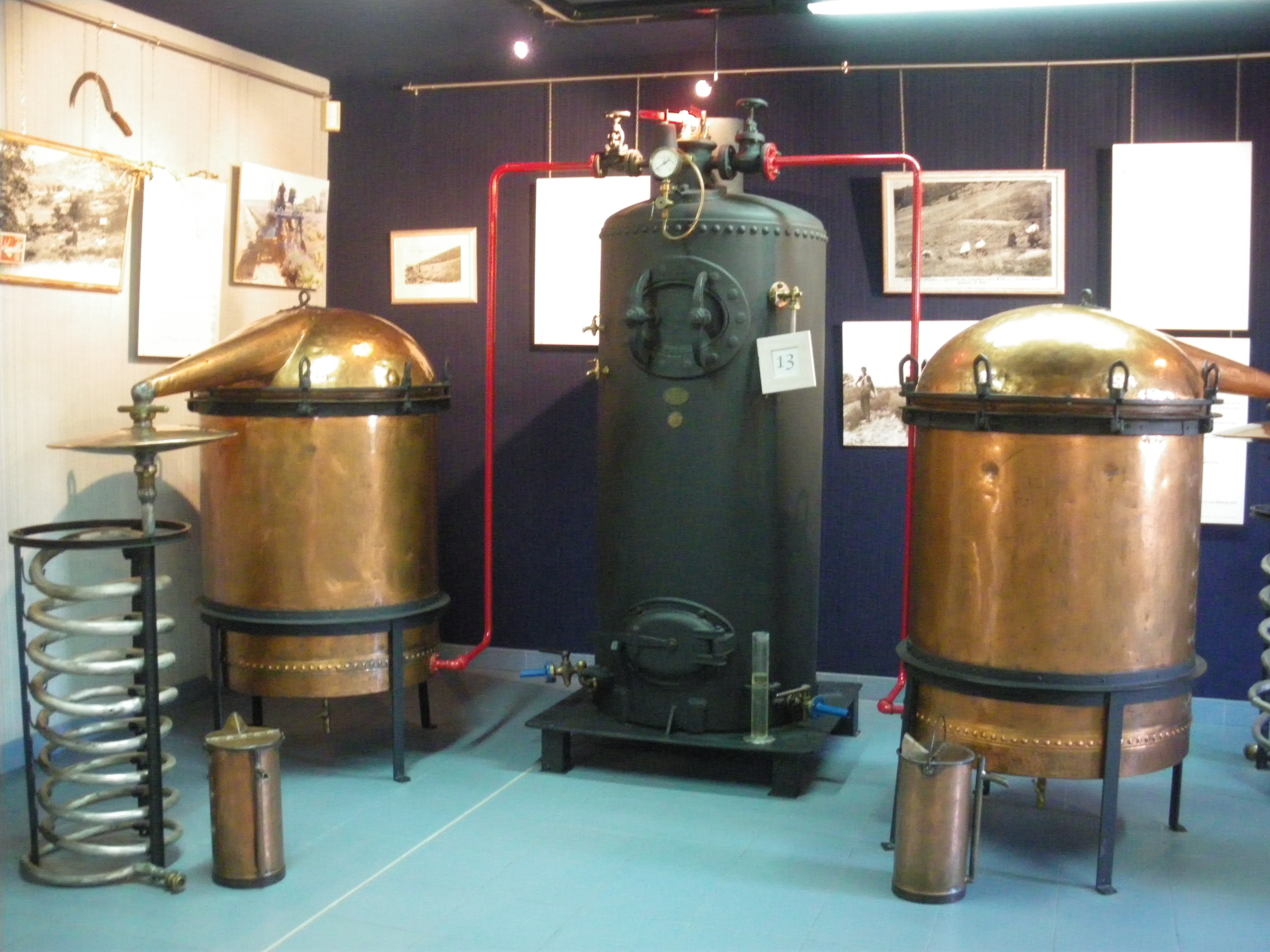
Alambics pour distiller la lavande.
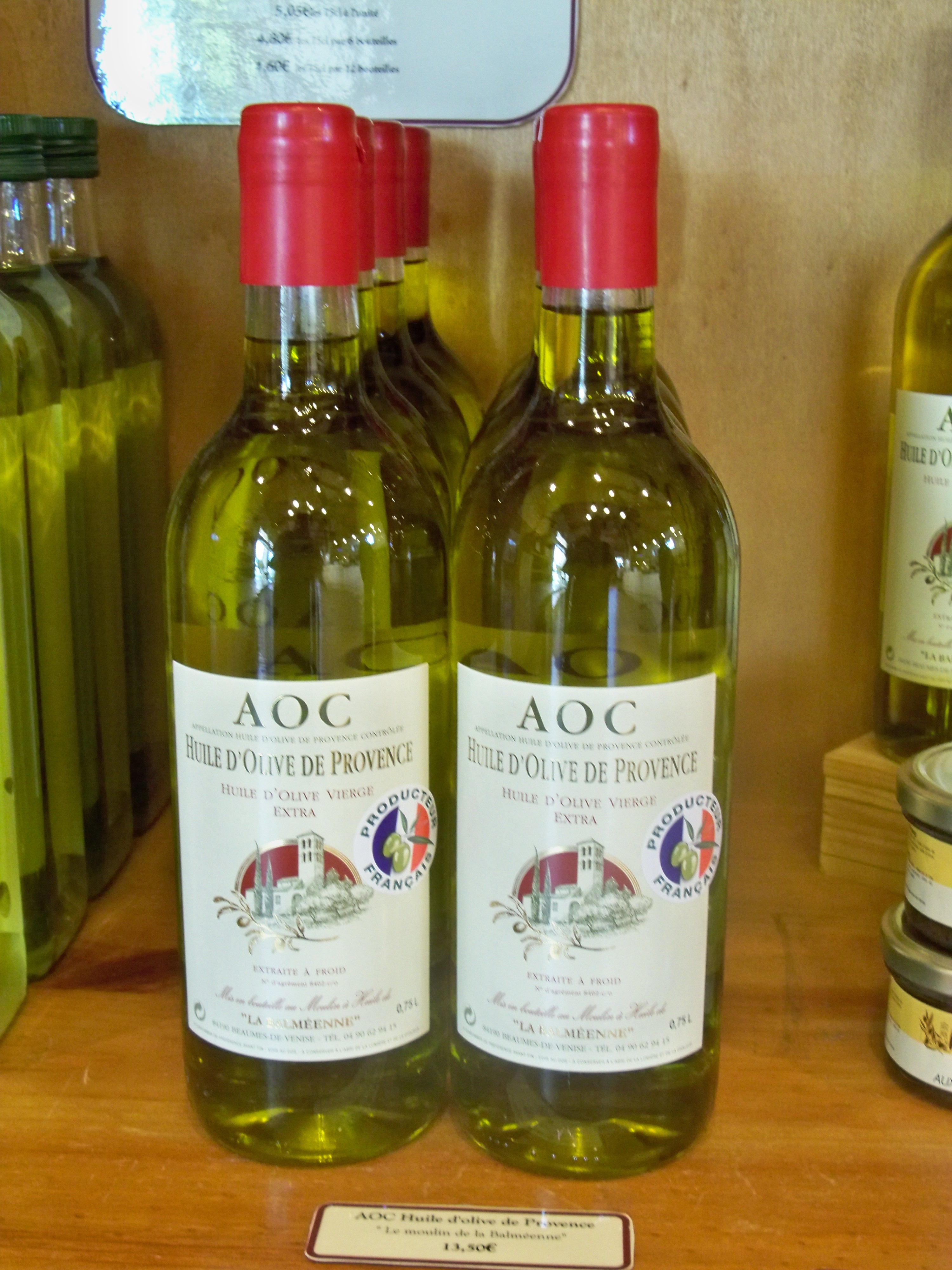
Huile de Provence AOC.
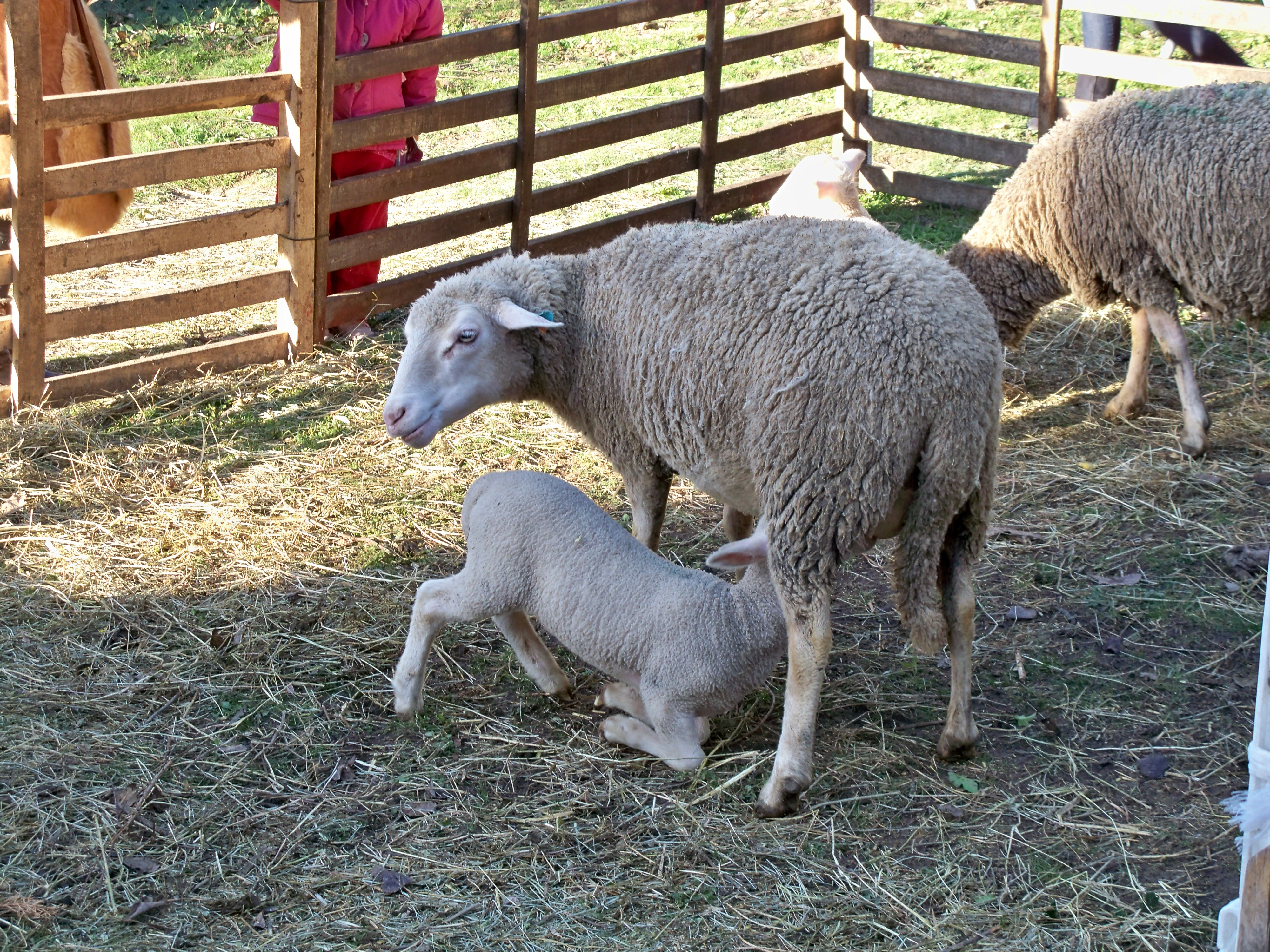
Agneau de Sisteron élevé sous sa mère.
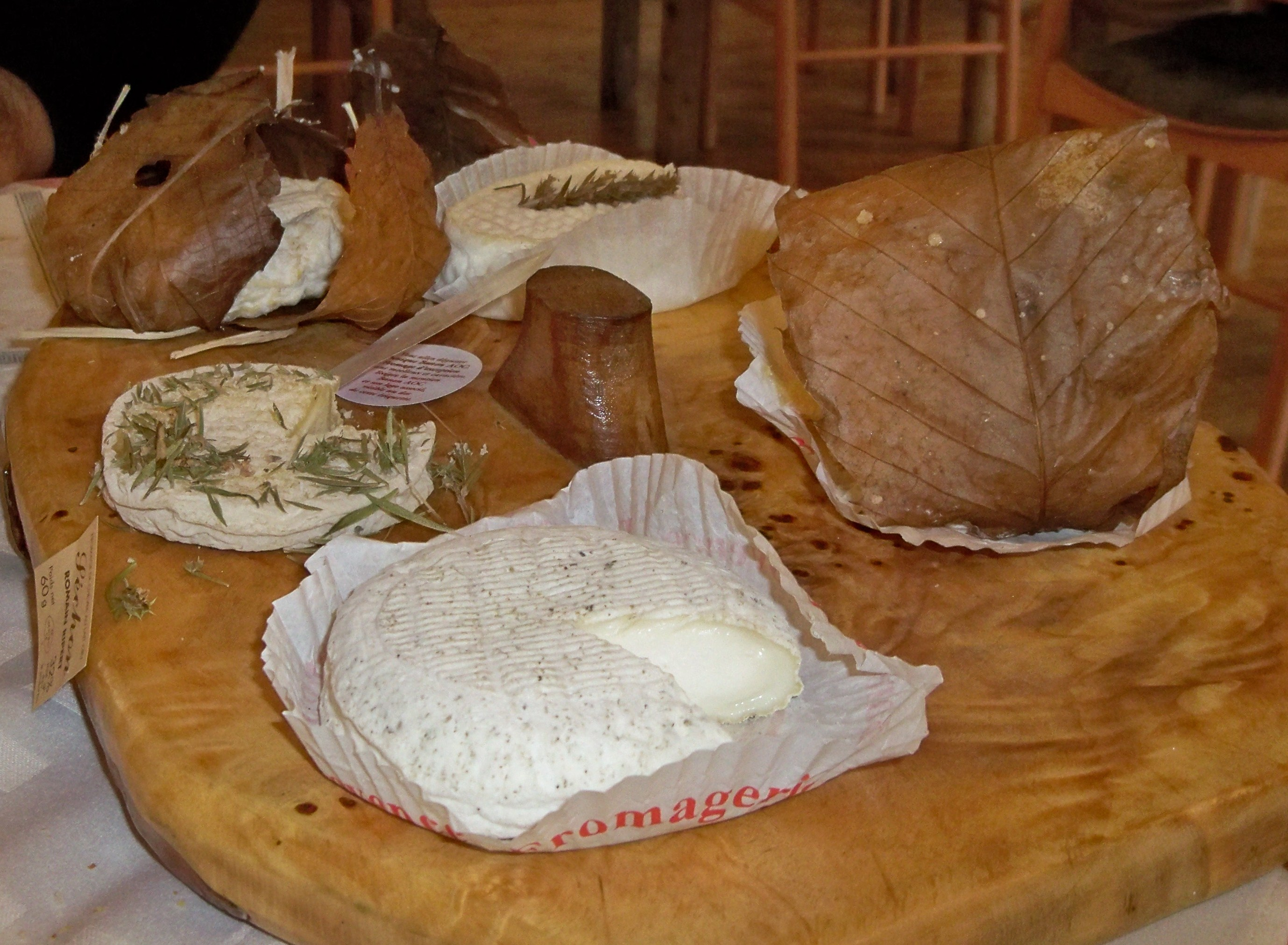
Plateau d'AOC Banon dans un restaurant de Revest-du-Bion.
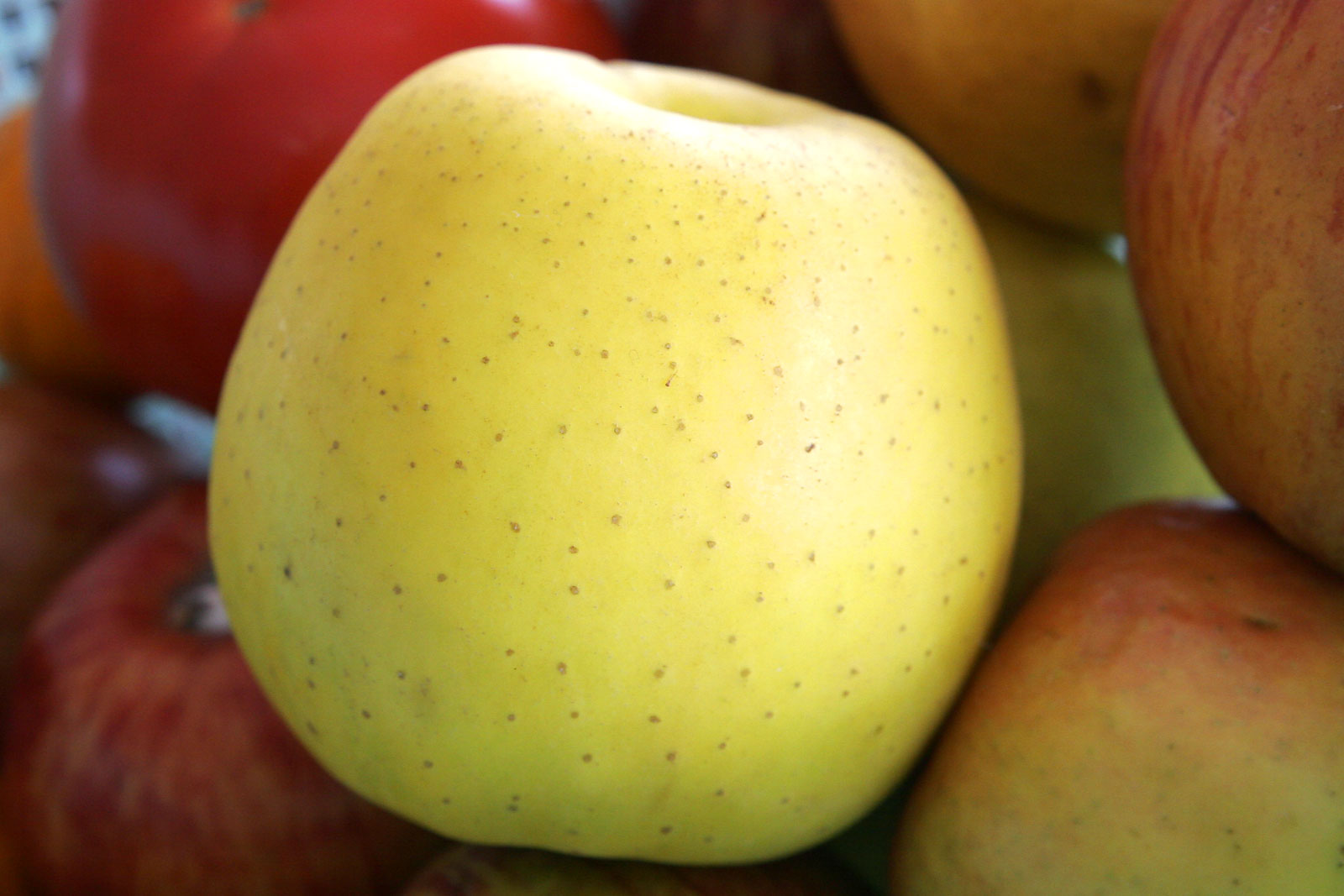
Golden et gala.

### Industrie
Fin 2010, le secteur secondaire (industrie et construction) comptait huit établissements, employant un seul salarié.

### Activités de service
Fin 2010, le secteur tertiaire (commerces, services) comptait neuf établissements (avec quatre emplois salariés), auxquels s’ajoutent les trois établissements du secteur administratif (regroupé avec le secteur sanitaire et social et l’enseignement), salariant également quatre personnes.
D'après l’Observatoire départemental du tourisme, la fonction touristique est très importante pour la commune, avec plus de cinq touristes accueillis par habitant, le secteur non marchand dominant dans la capacité d'hébergement. Plusieurs structures d’hébergement à finalité touristique existent dans la commune :
- un camping trois étoiles[77] avec une capacité de 55 emplacements[78] ;
- plusieurs meublés[79],[80] ;
- des chambres d’hôtes[81] ;
- un hébergement collectif[82].

Les résidences secondaires apportent un complément à la capacité d’accueil : au nombre de 91, elles représentent la moitié des logements. De plus, six résidences secondaires possèdent plus d’un logement et 26 sont des mobil-homes ou des caravanes à demeure,.
Un aérodrome d’altitude ou altisurface est installé à proximité du village.

## Lieux et monuments

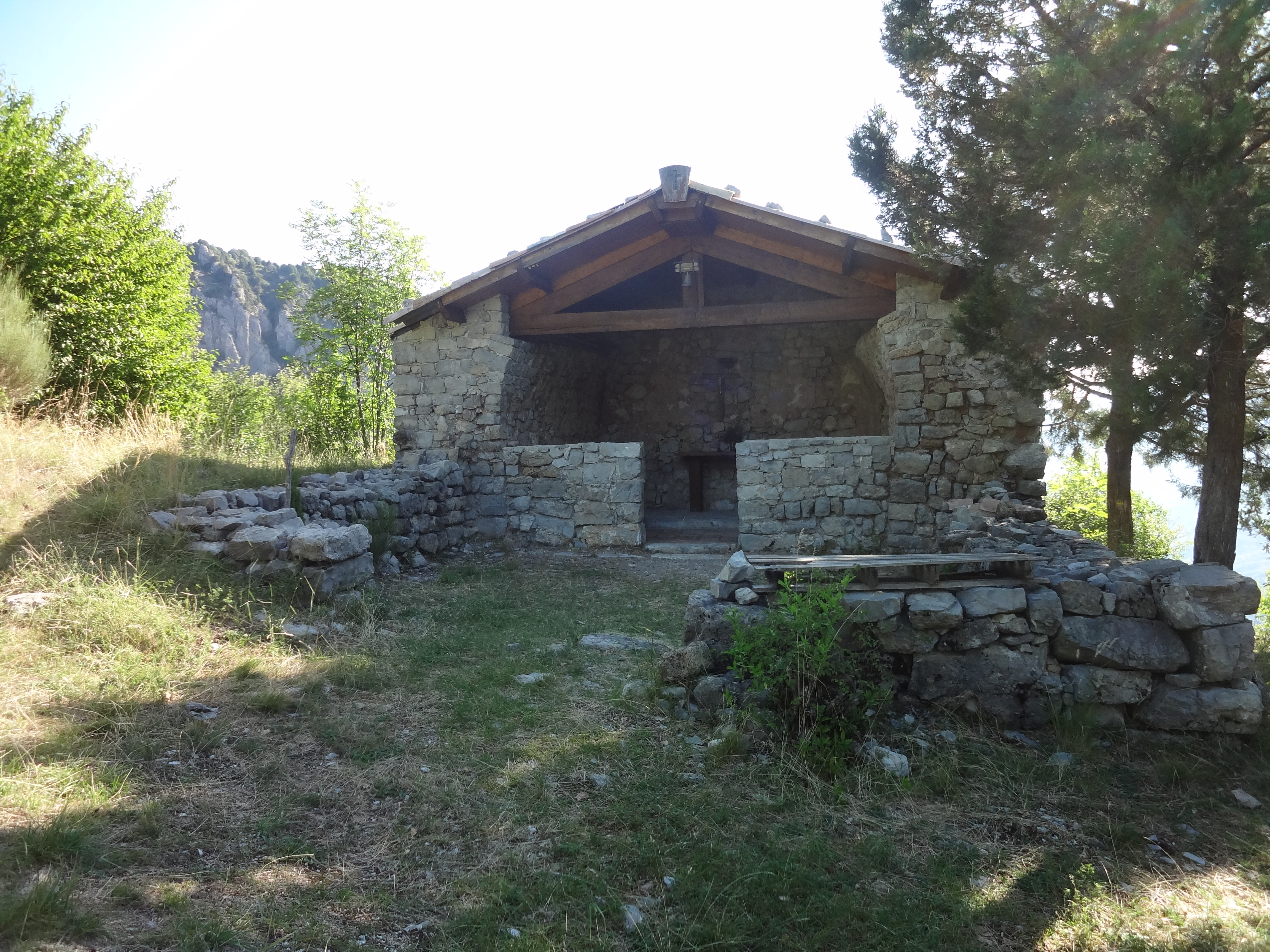
Chapelle Saint-Amand, restaurée.

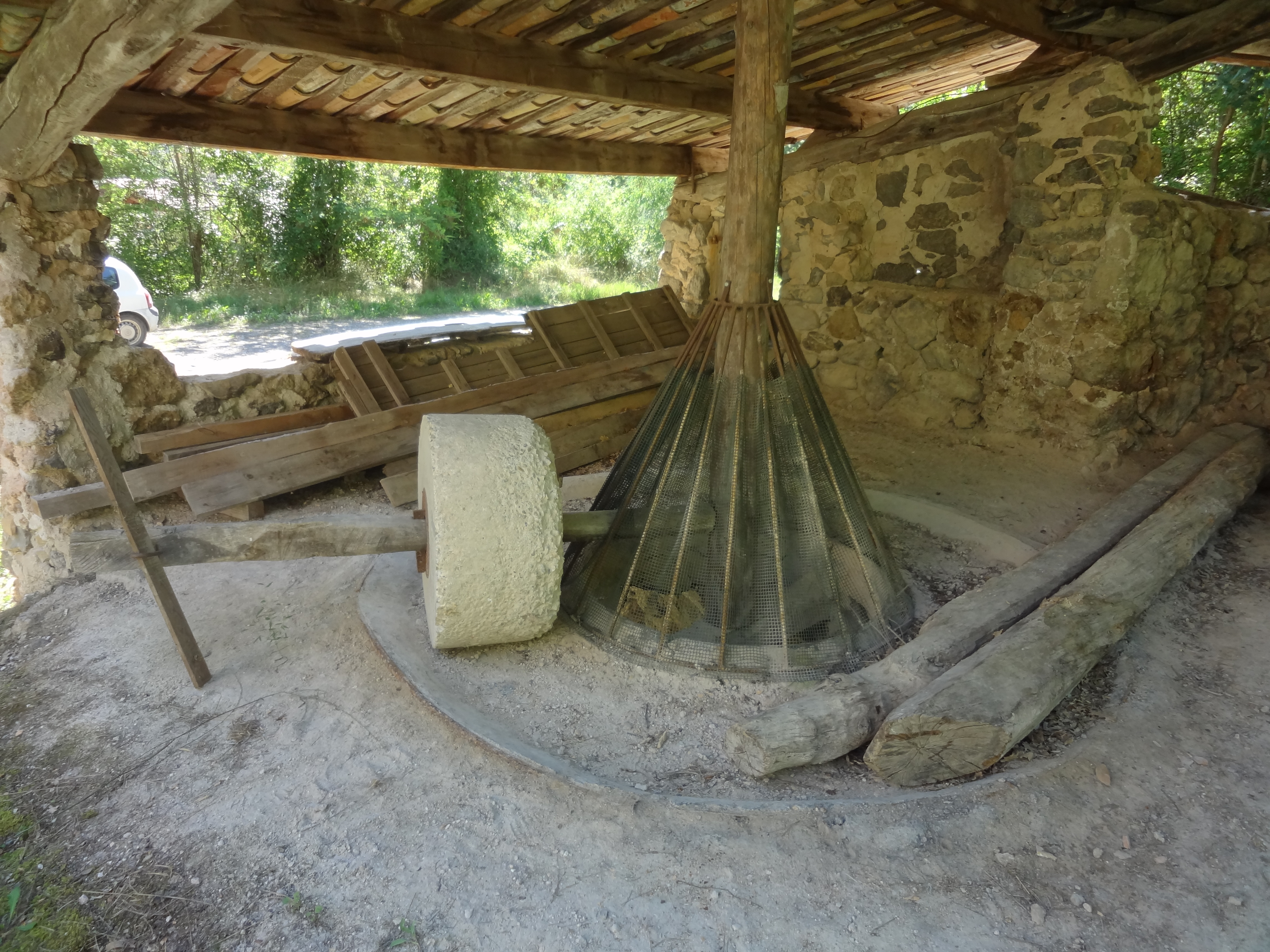
Meule d’un four à chaux.

L’église Notre-Dame (1830-1831), jugée élégante par Raymond Collier, possède une voûte est en berceau brisé, coiffant une nef flanquée de deux collatéraux . Elle possède six vitraux ornés . Le retable et son tableau représentant la Création des anges, du XVIIIe siècle, sont classés monument historique au titre objet.

Église Notre-Dame.
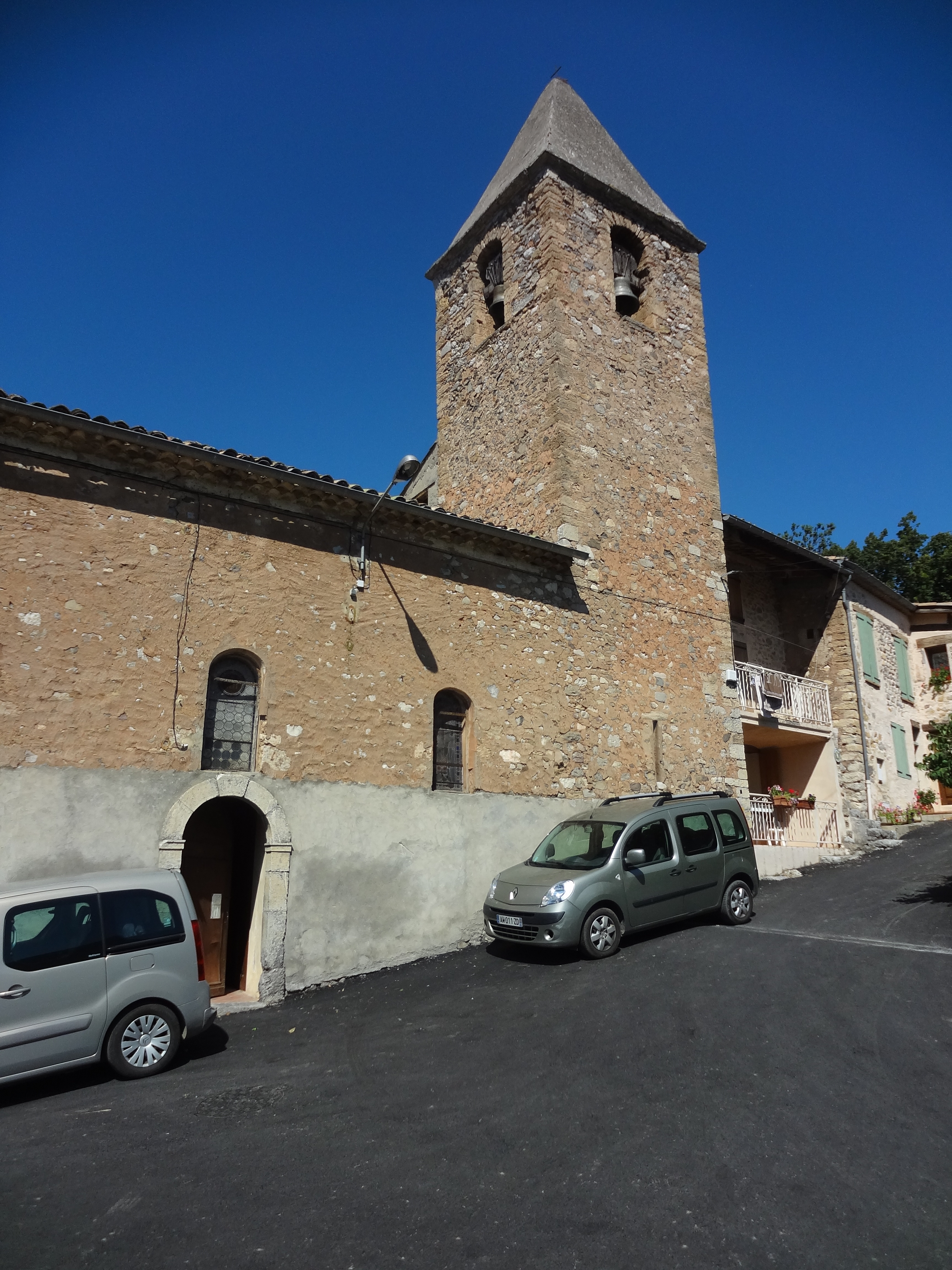
L’église Notre-Dame, façade sud.
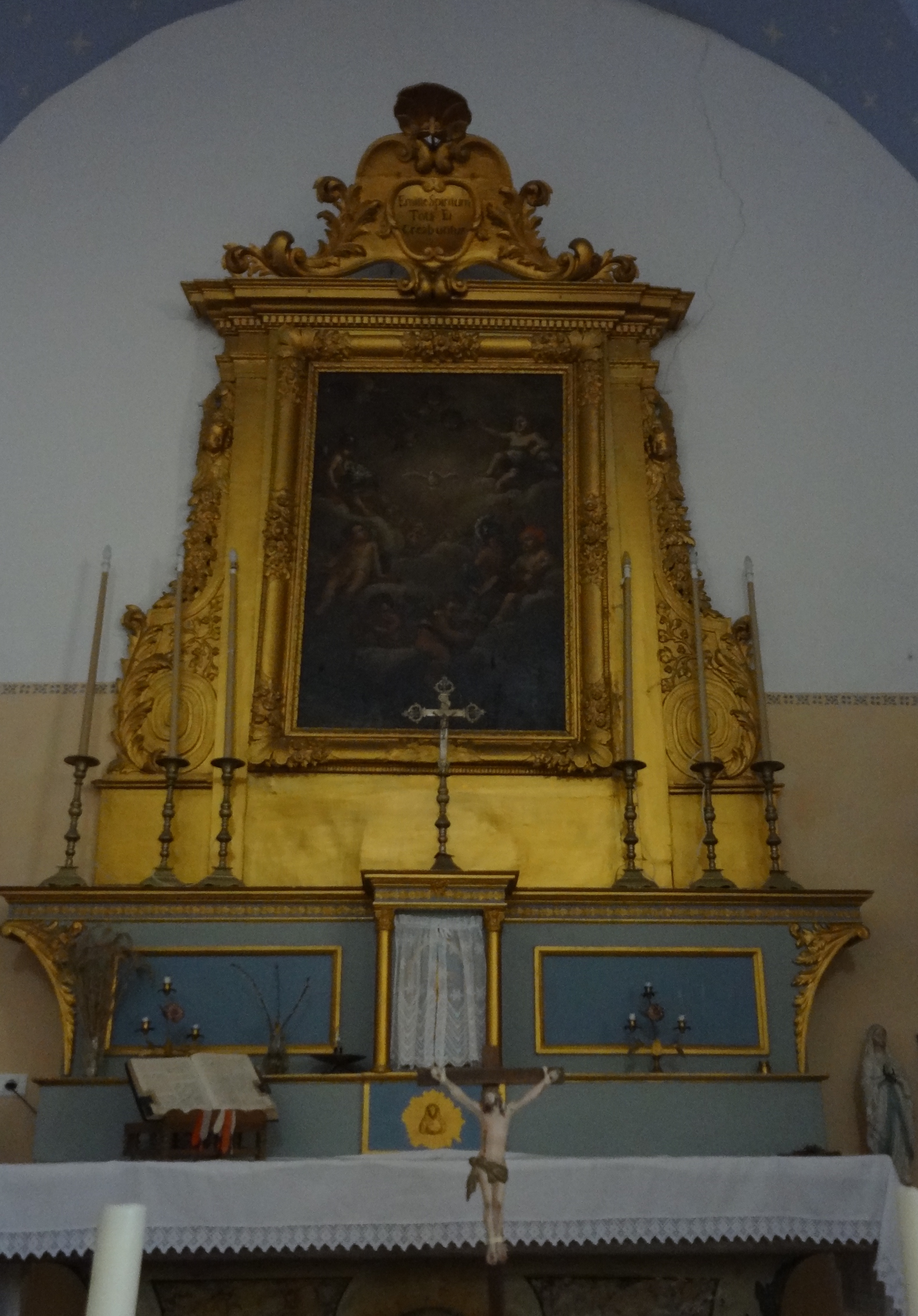
Autel et retable classé.
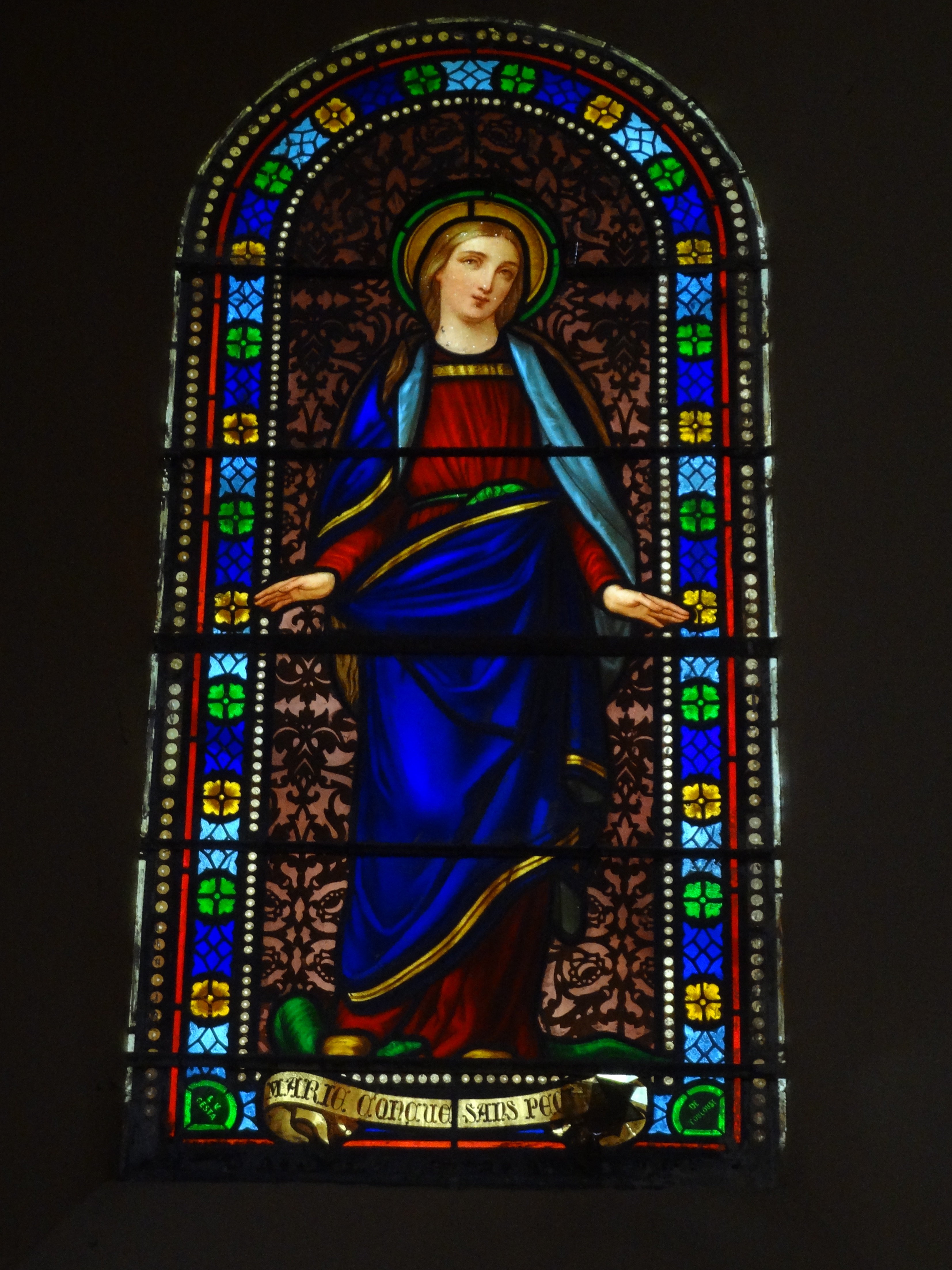
Vitrail de la Vierge Marie.

La chapelle Saint-Amand, construite sur un escarpement, dans un site occupé dans l’Antiquité, a été restaurée en 1999-2000. Le pèlerinage ancien, interrompu au XXe siècle, a repris dans les années 2000.
L’oratoire Notre-Dame, au lieu-dit la Clastre, est sur un emplacement probable du prieuré des Hospitaliers.
- Cluses dans la vallée de la Sasse
- Pont Noir
- Ancien village en ruines

## Héraldique
| Blason de Clamensane | Blasonnement : De gueules à deux croisettes pattées d’or et deux étoiles du même, en chef et en pointe, et un cœur d’argent en abîme. La commune utilise ces armoiries sur la façade de la mairie (à droite). | La commune utilise ces armoiries sur la mairie. |